# Léo Van Thielen
Leo Van Thielen (né le 16 janvier 1953 à Veerle) est un coureur cycliste belge, professionnel de 1978 à 1983.

## Palmarès
- 1974
  - 3e étape du Tour d'Écosse
- 1975
  - 2e de la Course des chats
- 1976
  - 2e du championnat de Belgique de poursuite par équipes amateurs
- 1977
  - 2e du Circuit Het Volk amateurs
  - 3e du championnat de Belgique de poursuite par équipes amateurs
- 1978
  - Circuit des Ardennes flamandes - Ichtegem
  - 2e du Grand Prix de la ville de Saint-Nicolas
- 1979
  - 2e du Circuit du Pays de Waes
- 1980
  - Grand Prix de Denain
  - GP E5
  - 3e du Mémorial Fred De Bruyne
- 1981
  - Mémorial Fred De Bruyne
  - 2e de la Maaslandse Pijl
  - 3e du Grand Prix du 1er mai
  - 3e du championnat de Belgique de poursuite
  - 3e du championnat de Belgique de vitesse
- 1982
  - 3e du Grand Prix Briek Schotte
  - 3e du Circuit des frontières